# Couverture médiatique du changement climatique
Pour des articles plus généraux, voir Couverture médiatique et Changement climatique.
La couverture médiatique du changement climatique influence l'opinion publique sur le changement climatique. Elle relaie le consensus scientifique sur le changement climatique selon lequel la température moyenne à la surface du globe augmente depuis les 50 dernières années et que cette tendance est principalement due aux émissions anthropiques des gaz à effet de serre. Depuis 2007, aucun corps scientifique de calibre national ou international n'a contesté cette affirmation, quoique quelques organisations n'aient pas pris position,. Néanmoins, des biais liés à l'immédiateté des médias, à leur intérêt pour le sensationnel et le récit d'expériences humaines, à leur recherche d'une couverture « équilibrée » ainsi qu'à la complexité du sujet font que le public reste peu ou mal informé. Les intérêts politiques et les lobbys interfèrent aussi. Les scientifiques recherchent maintenant de nouveaux relais et modes d'expression. Depuis 2019, un point de basculement a été atteint avec l'abandon de la couverture « équilibrée » par le Guardian, l'utilisation du mot crise ou urgence dans les sujets liés au climat, la sensibilisation accrue du public aux impacts environnementaux et un récit politique lié à l'écologie largement répandu.

## Historique
La couverture médiatique a atteint un sommet au début de 2007, tirée par le quatrième rapport d'évaluation du GIEC et le documentaire d'Al Gore, Une vérité qui dérange. Un autre pic enregistré à la fin de 2009, 50% plus élevé pourrait avoir été provoqué par l'incident des courriels du Climatic Research Unit de novembre 2009 et à la conférence des Nations Unies sur les changements climatiques de décembre 2009,.
L’équipe de l’observatoire des médias et du réchauffement climatique de l’Université du Colorado à Boulder a constaté que « l’attention des médias sur le réchauffement climatique et le réchauffement de la planète a fluctué » en juin 2017, avec une couverture médiatique mondiale maximale sur les deux sujets. Cette hausse est « largement attribuable aux nouvelles concernant le retrait du président américain Donald J. Trump de l'accord de Paris sur le climat de 2015 conclu par les Nations unies (ONU), l'attention continue portée par les médias à l'isolement émergent des États-Unis après le sommet du G7 quelques semaines plus tard » .
Certains chercheurs et journalistes estiment que la couverture médiatique des questions politiques est adéquate et équitable, alors que quelques-uns estiment qu’elle est biaisée,,. Cependant, la plupart des études sur la couverture médiatique du sujet ne sont ni récentes ni relatives à la couverture des questions environnementales. En outre, ils ne sont que rarement concernés spécifiquement par la question des biais ,.
L' attention des médias est particulièrement forte dans les pays ayant souscrit des engagements au titre du protocole de Kyoto. La manière dont les médias traitent du réchauffement climatique a été largement étudiée dans les pays anglophones, en particulier aux États-Unis, et dans d'autres pays ,. Un certain nombre d’études ont montré que, notamment aux États-Unis et dans la presse à sensation britannique, les médias sous-estimaient considérablement la force du consensus scientifique sur le réchauffement climatique établi dans les différents rapports d’évaluation du GIEC.

## Distorsions communes

### Factuel
Bord et al. affirment qu’une partie substantielle de la population américaine a une compréhension erronée du réchauffement climatique, qu’il considère comme liée à la pollution globale et liée de manière causale à l’appauvrissement de la couche d’ozone atmosphérique. Les scientifiques et les spécialistes des médias qui expriment leur frustration devant des reportages scientifiques inadéquats ,,,,, estiment que cela peut conduire à au moins trois distorsions fondamentales. Premièrement, les journalistes font des erreurs scientifiques. Deuxièmement, ils préfèrent décrire des expériences humaines plutôt que du contenu scientifique. Et troisièmement, les journalistes adhérent de manière rigide au concept de couverture équilibrée. Bord, O'Connor et Fisher (2000) soutiennent que la citoyenneté responsable requiert une connaissance concrète des causes et que, par exemple, le public ne comprend pas les causes du réchauffement climatique et ne peut prendre aucune mesure volontaire pour en atténuer les effets. Il faudrait, selon Valérie Masson-Delmotte, co-présidente du groupe 1 du GIEC, 10 heures de cours par an, sur toute la scolarité de collège et de lycée, au travers des différentes disciplines, afin d'avoir une image d’ensemble de ce qu’est le réchauffement climatique, ses causes, ses conséquences, et les options pour y faire face par la gestion de risque (l’adaptation), et par les grandes transitions de systèmes nécessaires (systèmes énergétiques, gestion des terres et systèmes agro-alimentaires, systèmes urbains, systèmes industriels), et de réfléchir également à la responsabilité individuelle (modes de consommation responsables, développement au sens de l’amélioration du bien-être de tous).

### Récit
Selon Shoemaker et Reese la controverse est l’une des principales variables qui influent sur le choix du thème d'un l'article, avec l’intérêt humain, la notoriété, le désir d'être le premier à informer, la célébrité et la proximité géographique. La couverture du réchauffement climatique a été accusée d'être victime de la norme journalistique de « personnalisation ». W.L. Bennet définit ce trait comme suit: « la tendance à minimiser l'importance de la situation sociale, économique ou politique pour insister sur des expériences humaines, des tragédies et des triomphes » .

### Équilibre
La culture du journalisme politique utilise depuis longtemps la notion de couverture équilibrée. Dans cette construction, il est permis d'exprimer un avis très partisan, à condition que ce point de vue soit accompagné d'un avis contradictoire. Mais récemment, des scientifiques et des érudits ont contesté la légitimité de cette valeur fondamentale du journalisme en ce qui concerne des questions d’une grande importance sur lesquelles l’écrasante majorité de la communauté scientifique est parvenue à un consensus bien étayé.
La notion de couverture équilibrée peut sembler parfaitement logique lorsque l’on couvre une convention politique, mais dans la culture scientifique, l’équilibre entre des points de vue opposés n’est peut-être ni juste ni véridique.
Pourtant,c'est exactement ce que font les médias. Dans une enquête portant sur 636 articles parus dans quatre grands journaux américains entre 1988 et 2002, deux chercheurs ont constaté que la plupart des articles donnaient autant de place au petit groupe de climatosceptiques qu'au consensus scientifique. Étant donné le réel consensus des climatologues sur le réchauffement climatique, de nombreux scientifiques considèrent que le désir des médias de présenter le sujet comme une controverse scientifique est une déformation flagrante de la réalité. Comme l'a dit Stephen Schneider : « Un consensus général et bien établi peut être équilibré avec les points de vue opposés de quelques extrémistes, et pour les personnes non informées, chaque position semble également crédible. »  
Le journalisme scientifique se consacre à la collecte et à l'évaluation de divers types de preuves pertinentes et à la vérification rigoureuse des sources et des faits. Boyce Rensberger directeur du Knight Center for Science Journalism du Massachusetts Institute of Technology (MIT), a déclaré : « Une couverture équilibrée de la science ne signifie pas donner le même poids aux deux parties d'un argument. Cela veut dire dire répartir le poids en fonction de la prépondérance des preuves. » 
Les médias déforment également les affirmations des scientifiques en recherchant des points de vue extrêmes, ce qui peut donner lieu à une description des risques allant bien au-delà des affirmations des scientifiques. Les journalistes ont tendance à trop insister sur les conséquences les plus extrêmes d'une gamme de possibilités évoquées dans des articles scientifiques. Une étude concernant les articles de presse parus au sujet d'un article de la revue Nature sur le réchauffement climatique a révélé que « les résultats et les conclusions de l'article scientifique étaient largement déformés, en particulier dans les médias, pour rendre les conséquences plus catastrophiques et temporellement plus proches de nous » .

### Alarmisme
L'alarmisme utilise un langage exagéré, y compris un ton urgent et une imagerie de malheur. Dans un rapport produit pour l' Institut de recherche en politiques publiques, Gill Ereaut et Nat Segnit ont suggéré que les journaux, les magazines populaires et les publications de campagne publiées par le gouvernement et les groupes environnementaux utilisent fréquemment un langage alarmiste en matière d'environnement. On prétend que, lorsqu'il est appliqué au réchauffement climatique, un langage alarmiste peut créer un plus grand sentiment d'urgence.
Le terme alarmiste est parfois utilisé pour critiquer la science du climat. Le météorologue du MIT, Kerry Emanuel a écrit qu'étiqueter quelqu'un comme « alarmiste » est « particulièrement infantile compte tenu des enjeux. Il a ajouté que l'utilisation de cette « terminologie inflammatoire a une saveur distinctement orwellienne » .
Il a été avancé que l’utilisation de techniques sensationnelles et alarmantes incitait souvent « au déni, à la paralysie ou à l’apathie » plutôt que de motiver les individus à agir  et ne les incitait pas à s’impliquer dans la question des changements climatiques. Dans le contexte des réfugiés climatiques, il a été rapporté que « l' hyperbole alarmiste » est souvent employé par des sociétés militaires privées et des think tanks.
Certains reportages ont utilisé des tactiques alarmistes pour remettre en cause la science liée au réchauffement climatique en le comparant à un prétendu épisode de refroidissement global. Dans les années 1970, le refroidissement global, une affirmation ayant eu un soutien scientifique limité (même au plus fort de la frénésie médiatique suscitée par le refroidissement global, « la possibilité d'un réchauffement anthropique dominait dans la littérature scientifique à comité de lecture » ) a été largement rapporté dans la presse. Plusieurs médias ont affirmé que, puisqu'il a été prouvé que la théorie peu suivie du refroidissement global était fausse, la théorie bien étayée du réchauffement de la planète pouvait également être rejetée. Par exemple, un article de Kapista et Bashkirtsev dans The Hindu disait: « Qui se souvient aujourd’hui, disent-ils, que dans les années 1970, lorsque les températures mondiales ont commencé à baisser, beaucoup ont averti que nous étions confrontés à un nouvel âge glaciaire? Un éditorial paru dans le magazine The Time le 24 juin 1974 citait des scientifiques inquiets qui s'inquiétaient de l'atmosphère « se refroidissant progressivement au cours des trois dernières décennies », de « la persistance inattendue et de l'épaisseur de la banquise dans les eaux entourant l'Islande», et d'autres précurseurs d'une période glaciaire qui pourrait s'avérer « catastrophique ». L’homme a été accusé d’être responsable du refroidissement de la planète, comme il est responsable du réchauffement de la planète » . L’ Irish Independent parmi d'autres publie un article sur le même thème,,. D'autres exemples existent.

### Immédiateté des médias
Le temps de la science n'est pas celui des médias. Par exemple, l'ouragan Harvey en aout 2017 donne lieu à une abondante couverture médiatique et à quelques spéculations immédiates pour savoir si on peut ou non l'attribuer au réchauffement climatique,,. Néanmoins quand l'étude scientifique d'attribution sur ce sujet est publiée, la couverture en est bien plus limitée même si elle n'est pas inexistante. L'étude détermine que les précipitations ont été rendues environ 15 % (de 8 % à 19 %) plus intenses, et ont rendu un tel événement trois (entre 1.5 et 5) fois plus probable ,.

## Médias, politique et discours public
Comme l'étude de 1972 de McCombs et al. sur la fonction politique des médias grand public l'a montré, la couverture médiatique d'une question peut « jouer un rôle important dans la définition de la réalité politique » . Les recherches sur la couverture médiatique du réchauffement climatique ont démontré le rôle important des médias dans la détermination de la politique climatique. Les médias ont une influence considérable sur l'opinion publique et la manière dont les problèmes sont rapportés ou formulés établit un discours particulier.
De manière plus générale, la couverture médiatique du réchauffement climatique aux États-Unis est liée à la controverse sur l'indépendance et l'équité des médias. Alors que la plupart des spécialistes des médias soutiennent qu'ils sont libres et impartiaux, une minorité n’est pas d’accord. L’historien Michael Parenti par exemple, affirme que les médias américains servent les intérêts des entreprises en « inventant la réalité ».

### Interface des médias avec la politique
La relation entre les médias et la politique est réflexive. Comme l'indiquent Feindt & Oels, «le discours [des médias] a des effets sur le matériel et sur le pouvoir, mais ceux-ci ont aussi des effets en retour». L’appui public à la recherche sur le réchauffement climatique détermine en définitive si le financement de la recherche est mis à la disposition des scientifiques et des institutions.
La couverture médiatique aux États-Unis sous l'administration Bush a souvent souligné et exagéré l'incertitude scientifique sur le réchauffement climatique, reflétant les intérêts de l'élite politique. Hall et al. suggèrent que les représentants du gouvernement et des entreprises jouissent d'un accès privilégié aux médias, et peuvent ainsi imposer leur ligne. En outre, les médias et leurs institutions ont très souvent des tendances politiques qui déterminent leurs reportages sur le réchauffement climatique, reflétant les vues d'un parti particulier. Cependant, les médias ont également la capacité de contester les normes politiques et de révéler les comportements corrompus comme l’avait démontré en 2007 le journal The Guardian qui a révélé que l’American Enterprise Institute avait reçu 10 000 dollars du géant de la pétrochimie Exxon Mobil pour publier des articles sapant le quatrième rapport d’évaluation du GIEC.
Dans le monde universitaire, la faculté de droit de Columbia crée, dès l'entrée en fonction de Donald Trump, un site de veille Climate Deregulation Tracker qui alerte chaque fois que le président Trump ou le Congrès modifie une règle concernant le changement climatique ou l'énergie.
Le consensus scientifique sur le réchauffement climatique implique que le scepticisme est de moins en moins présent dans les médias.

### Discours d'action

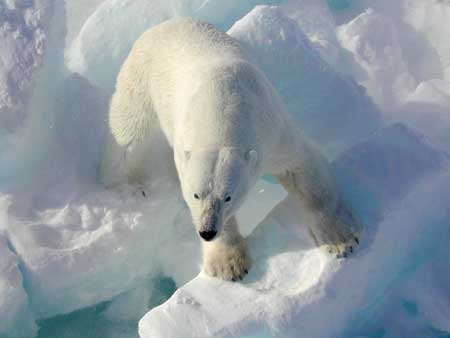
L'ours polaire est devenu un symbole pour ceux qui tentent de générer un soutien pour lutter contre le réchauffement climatique

Les commentateurs ont fait valoir que les discours sur le réchauffement climatique construits dans les médias n’ont pas permis de générer la volonté politique pour une action rapide. L'ours polaire est devenu un puissant symbole discursif dans la lutte contre le réchauffement climatique. Toutefois, ces images peuvent donner l'impression que les effets du réchauffement climatique sont géographiquement éloignés  et MacNaghten estime que le réchauffement climatique doit être présenté comme un problème «plus près de chez nous». De l’autre côté, Beck suggère que l’un des principaux avantages des médias mondiaux est qu’ils ramènent des problèmes lointains dans notre conscience.
De plus, la couverture médiatique du réchauffement climatique (en particulier dans les journaux tabloïd, mais aussi plus généralement) est concentrée sur les phénomènes météorologiques extrêmes et les projections de catastrophe, créant ainsi «un langage de terreur imminente»  qui, selon certains commentateurs, a provoqué la paralysie politique et une réponse inhibée. Moser et al. suggèrent d'utiliser une communication orientée vers les solutions pour inspirer l'action pour résoudre le réchauffement climatique. La prédominance des paradigmes de catastrophe sur ceux traitant des solutions peut aider à expliquer le fossé apparent entre la valeur et l’action et le réchauffement climatique; le cadre discursif actuel a suscité des inquiétudes face au réchauffement climatique mais pas une action inspirée.
Briser les notions prédominantes dans la société nécessite un discours traditionnellement approprié et accessible aux gens ordinaires. Par exemple, Bill McKibben, un militant écologiste, propose une approche d’action inspirante: une mobilisation guerrière, où le réchauffement climatique est l’ennemi. Cette approche résonnerait chez les Américains qui travaillent et qui se trouvent normalement occupés à d’autres titres. Remettre en question la marchandisation capitaliste de l’environnement requiert également une rhétorique différente qui rompt avec certaines notions bien ancrées concernant le rapport de l’humain à l’environnement. Cela pourrait inclure l’incorporation du savoir autochtone traditionnel qui donne la priorité à la protection de l’existence humaine et de l’environnement.
De plus, les mouvements internationaux dans les pays en développement du Sud ne sont souvent pas présents dans les pays développés qui revendiquent leur hégémonie sur les économies des pays en développement. Cela concerne particulièrement les peuples d'Amérique latine qui luttent contre les multinationales extractives liées aux énergies fossiles et aux minerais qui cherchent au travers d'une coopération avec la classe dirigeante à exploiter des écosystèmes fragiles, plutôt que de proposer de véritables solutions aux travailleurs qui soient aussi bénéfiques pour l'environnement. Cela est évident en Équateur, où l'ancien président Rafael Correa, un populiste de gauche, a incité à la «croissance économique» pour justifier la vente d'une partie de la forêt amazonienne aux sociétés pétrolières. Les mouvements populaires sont généralement négligés par les États-Unis en raison de relations d'entreprise dans la sphère d'influence politique.
Comparativement à ce que savent les experts sur les effets des médias traditionnels et du journalisme de tabloïd sur la perception par le public du réchauffement climatique et la volonté d'agir, il existe relativement peu de connaissances sur les impacts des médias sociaux, y compris les plates-formes de messagerie comme Twitter, sur l'attitude du public à l'égard du réchauffement climatique.

## Relais et médiateurs des scientifiques
Les difficultés des scientifiques à se faire entendre du grand public ont conduit à un certain nombre d'initiatives.
Le train du climat a été un succès pour mettre en relation les scientifiques et le public. Il présente une exposition abordant différents aspects de la recherche sur les évolutions du climat passées et à venir, les risques et les leviers d’action qui pourraient aider à réduire les émissions de gaz à effet de serre. Mais il transporte surtout des scientifiques reconnus, tous prêts à répondre aux questions. Il donne lieu également à une réflexion sur les techniques de communication. Ainsi Éric Guilyardi cherche des métaphores efficaces : « Contre un scénario du laisser-faire, un scénario sobre où on limite nos émissions de GES, la différence est extrêmement importante. On va parler d’une évolution de la température de 1 °C à 2 °C dans un scénario sobre, par rapport à 3 °C à 5 °C. On va dire que ce n’est pas beaucoup mais c’est comme quand vous avez la fièvre : 38 °C ou 39 °C, vous prenez une aspirine, vous vous couchez et ça passe. 3 °C à 5 °C de plus, ça fait 42 °C : si vous êtes encore en vie, vous êtes en réanimation à l’hôpital. »,
Des sites spécialisés dédiés à la vérification des faits dans le monde anglo-saxon sont créés, comme Skeptical Science, le seul à avoir une section française, RealClimate, Climate Feedback ou Carbon Brief afin de clarifier les débats entre citoyens,.

### Tribunes et pétitions des scientifiques
En mars 2010, l'appel des 400, qui rassemblait à la suite de Valérie Masson-Delmotte environ 400 spécialistes du climat critiquant le « dénigrement », les « accusations ou affirmations péremptoires » ainsi que les « erreurs » de Claude Allègre ou Vincent Courtillot demandait aux instances scientifiques et politiques une réaction vis-à-vis des critiques dont ces climatologues étaient l'objet de la part de ces scientifiques niant la responsabilité humaine dans les changements climatiques. La conclusion de l'Académie des sciences est alors en octobre 2010 que la hausse du CO2 dans l'atmosphère liée aux activités humaines est la principale cause du réchauffement climatique.
En septembre 2018, à l’initiative de Juliette Binoche et de l’astrophysicien Aurélien Barrau, 200 personnalités appellent le gouvernement au combat comme une question de survie pour éviter un cataclysme planétaire. « Réchauffement climatique, diminution drastique des espaces de vie, effondrement de la biodiversité, pollution profonde des sols, de l’eau et de l’air, déforestation rapide : tous les indicateurs sont alarmants. Au rythme actuel, dans quelques décennies, il ne restera presque plus rien. Les humains et la plupart des espèces vivantes sont en situation critique ... L’effondrement est en cours. La sixième extinction massive se déroule à une vitesse sans précédent. Mais il n’est pas trop tard pour éviter le pire. »
En février 2020, dans une tribune publiée par le Monde, mille scientifiques appellent les citoyens à participer aux « actions de désobéissance civile » menées par les mouvements écologistes, tels que les Amis de la Terre, Attac, Greenpeace, ou encore Youth for Climate et Extinction Rebellion. « Quels que soient nos domaines d'expertise, nous faisons tous le même constat : depuis des décennies, les gouvernements successifs ont été incapables de mettre en place des actions fortes et rapides pour faire face à la crise climatique et environnementale. » Ils appellent à « faire sauter les verrous » et exhortent les responsables politiques à prendre des mesures pour réduire l'empreinte carbone de la France et stopper l'érosion de la biodiversité.
En mars 2020, 3 600 scientifiques demandent aux institutions européennes d’améliorer « drastiquement » la proposition pour la Politique Agricole Commune afin qu’elle « cesse de nuire à l’environnement ». Ils proposent 10 mesures telles que éliminer les aides liées à la production, dédier 10 % de la surface agricole aux habitats naturels et semi-naturels comme les haies, les bandes fleuries, fossés, talus et mares et des financements spécifiques accordés aux fermiers pour des activités de protection de la nature.
En septembre 2021, plus de 200 revues spécialisées en recherche médicale publient le même éditorial appelant les dirigeants prendre des mesures urgents contre le réchauffement climatique. « La plus grande menace pour la santé publique mondiale est l’incapacité persistante des dirigeants à maintenir l’augmentation de la température mondiale en dessous de 1,5 °C et à remettre la nature en état », soulignent-t-ils. « Les températures plus élevées ont entraîné une augmentation des cas de déshydratation et de problèmes rénaux, de tumeurs dermatologiques malignes, d’infections tropicales, de problèmes mentaux, de complications de grossesses, d’allergies et de mortalité, et de morbidité cardio-vasculaire et pulmonaire », ajoutent-t-ils. Les rendements agricoles en baisse remettent aussi en cause la lutte contre la malnutrition,,.
En janvier 2022, plus de 1400 scientifiques publient une tribune dans France Info pour appeler les candidates et les candidats à la présidence de la République française et les médias à débattre des graves bouleversements en cours et à venir, qu'ils concernent le climat, l'océan, la biodiversité ou les pollutions .Les électrices et les électeurs ont besoin de connaître les propositions en ce qui concerne les défis que représentent  « la diminution des émissions de gaz à effet de serre et la préservation du vivant. ...la nature et le rythme de l'adaptation, la juste répartition des risques et des efforts, la solidarité entre générations ou entre territoires. » 
En août 2022, plusieurs journalistes écologiques intervenaient dans le journal Le Monde pour déplorer que le lien de causalité entre les catastrophes (telle que les Canicule de 2022 en Europe ou la tempête qui a ravagé la Corse au 19 août 2022) et le Dérèglement climatique soit plus souvent cité voire systématique.

### Initiatives citoyennes

#### L'association QuotaClimat
Une association fondée début 2022, durant la campagne présidentielle, avec Eva Morel et Anne-Lise Vernières afin d'interpeller les médias sur la place de l'urgence climatique dans le traitement médiatique. L'association milite pour que les rédactions et les journalistes dédient 20% de l'espace médiatique disponible aux enjeux de la crise écologique. L'association a notamment interpellé les présentateurs du débat d'entre deux tours, Léa Salamé et Gilles Bouleau en s'alliant à d'autres associations tel que WWF et France Nature Environnement,.

##### Le collectif Pour plus de climat dans les médias (Climat Médias)
Ce collectif s'est réunis dès la fin de 2021, au départ, en lançant leur propre pétition destinée aux journaux télévisés et aux chaînes d'actualités, prenant en exemple que le transfert de Lionel Messi au club du Paris Saint-Germain Football Club avait fait passer au second plan la sortie du premier exemplaire du rapport du GIEC.
Par la suite, les membres du collectif n'ont cessé d'interpeller les journalistes, les rédacteurs en chef de la plupart des journaux télévisés en utilisant le réseau social Twitter comme outil principal de prise de contact,.

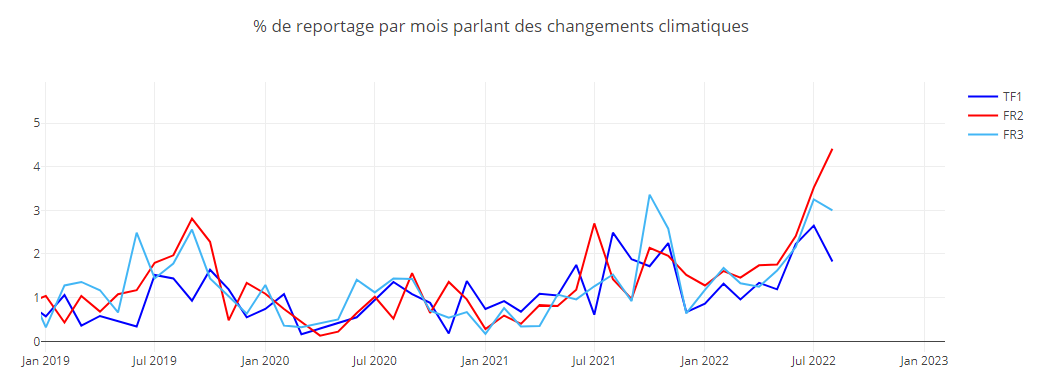
Capture du graphique représentant le taux de mention des sujets autour du changement climatique dans les JT de TF1, FR2 et FR3

Dès le mois de mars 2022, Climat Medias a mis à disposition un outil qu'ils ont nommé "Observatoire des JT". Cet outil a été mis en ligne en Open source sur la plateforme collaborative GitHub.
Cette plateforme fait notamment état d'un niveau de mention du Réchauffement climatique assez faible ou du moins, considéré par le collectif comme très insuffisant. Depuis 2013, 0,8% des reportages mentionnent les sujets liés au réchauffement. L'ensemble des données brutes y sont disponibles pour permettre la transparence de l'évaluation,.

### Humour et mise en scène
Un programme universitaire de l'Université américaine du Colorado à Boulder intitulé « Inside The Greenhouse (dans la serre)» , qui explore des moyens créatifs de parler du  réchauffement climatique, propose « Drawdown, Act Up ! » un cours de comédie suivi essentiellement par des étudiants en environnement qui permet d'étudier l'effet d'une approche positive et humoristique sur les émotions liées au réchauffement climatique. 90 % des élèves se sentent plus optimistes face au changement climatique lorsqu'ils abordent le sujet de manière amusante ou joyeuse, et 83 % estiment que leur engagement dans la lutte contre le changement climatique est par conséquent plus durable. Une étude de Chris Skurka basée sur un clip de Jimmy Kimmel sur le réchauffement climatique et Sarah Palin modifié de quatre façons montre que l'humour bon enfant est le plus efficace.

« La raison pour laquelle Leo [DiCaprio] déteste tant le réchauffement climatique est que la seule raison au début de sa célébrité est un iceberg, alors il essaie de les sauver. »

— Matt Winning
Baba Brinkman, un rappeur canadien, met sa musique au service des messages de la science, et en particulier des messages du GIEC sur le réchauffement climatique. Ses spectacles sont aussi une occasion de rendre son auditoire actif lors du spectacle et de s'engager .
The Juice Media crée des vidéos satiriques et informatives qui incitent à l'action face au réchauffement climatique.

### Jeux sérieux
Le PNUD lance, le 13 février 2020, un jeu en ligne et sur téléphone mobile, Mission 1.5 afin de renseigner les usagers sur les politiques climatiques actuelles et de leur permettre de voter pour les solutions qu'ils souhaitent voir adoptées. Les votes doivent être compilés et analysés par des chercheurs de l'Université d'Oxford avant d'être remis aux chefs de gouvernement et aux responsables des politiques climatiques. L'objectif est de recueillir 20 millions de votes, ce qui serait le plus grand sondage jamais réalisé sur le réchauffement climatique ,.
La fresque du climat est un jeu créé par Cédric Ringenbach, ancien directeur du Shift Project. Il permet à un groupe aidé d'un animateur averti de découvrir en 3 heures de façon ludique les enjeux et les mécanismes du réchauffement climatique. De nombreuses universités se sont emparées de ce jeu pour former leurs étudiants.
L'application Cranky Uncle, traduite en français comme en d'autres langues européennes, permet de façon ludique au travers de quiz de repérer les techniques courantes de déni de la science, telles que le recours à de faux experts, les raisonnements fallacieux, les attentes irréalisables, ou le picorage ou choix des données qui confirment les conclusions souhaitées. Pour John Cook, son auteur, le jeu a le  « potentiel de vacciner une génération contre la désinformation. »

## Basculement dans la communication

### 2019
Lors d’un séminaire d’une entreprise du CAC40, un intervenant de la direction des relations publiques explique que les études menées par son équipe ces derniers mois font état d’un basculement inédit de l’opinion publique sur les thématiques environnementales, qui bousculent l’entreprise bien plus sévèrement qu’elle ne l’avait anticipé. L'impact se situe en particulier sur des difficultés inédites pour recruter des jeunes qualifiés et sur la confiance accordées à l'entreprise par les 25-45 ans.
Lors des élections européennes, les partis se livrent à une surenchère inédite de promesses en termes d'écologie. Ainsi Nathalie Loiseau promet « 1000 milliards d’euros dans la transition écologique en cinq ans ».
En septembre, l’enquête 2019 « Fractures françaises » réalisée annuellement depuis 2013 par Ipsos Sopra-Steria indique qu’« au cours des deux dernières années, l’environnement, qui n’avait jamais été la principale préoccupation des Français, a progressé de manière quasi continue pour s’installer à la première place ».
Le Guardian met à jour en mai 2019 ses recommandations d'écriture. En particulier, il parle dorénavant d'urgence climatique et de crise climatique et non de dérèglement ou de réchauffement climatique. Il ajoute la mesure du niveau mondial de dioxyde de carbone dans son bulletin météorologique quotidien.
Sur le plan des images, l'objectif, en collaboration avec l'équipe de chercheurs de Climate Visuals est de passer par exemple d'une image d'un ours polaire sur la glace fondante, qui peut sembler lointaine et abstraite à des images et des histoires humaines plus pertinentes pour l'individu. Il s'agit de montrer l'impact direct des questions environnementales sur la vie quotidienne des gens et l'ampleur de celui-ci. Ainsi, bien que les scènes d'enfants jouant dans des fontaines lors des vagues de chaleur puissent être plaisantes, les images d'un couple de retour dans sa maison dévastée par un incendie en Californie peuvent mieux décrire un événement de sécheresse prolongée.
En septembre, la BBC dit à ses journalistes qu'il n'est « pas besoin d'un négationniste pour équilibrer le débat » sur le réchauffement climatique.
En septembre, lors de la conférence des nations-unies sur le climat, 323 organes de presse du monde entier ont collaboré pour assurer une semaine de couverture médiatique de l'histoire du climat, dans le cadre du projet le plus vaste jamais réalisé. La collaboration a été organisée par Covering Climate Now, un projet co-fondé par Columbia Journalism Review et The Nation. Parmi les participants figuraient The Guardian, le principal partenaire médiatique du projet, ainsi que certains des plus grands journaux, stations de télévision et de radio et sites d'information en ligne du monde : Bloomberg, CBS News, Agence France Presse, The Times of India, El País, Asahi Shimbun, Nature, WNYC, WHYYY, HuffPost, National Observer, Univision, Al Jazeera, Harvard Business Review et Scientific American. Représentant 47 pays et une grande partie des États-Unis, ces 323 points de vente ont atteint un auditoire combiné de plus d'un milliard de personnes. au cours de la semaine entourant le Sommet des Nations unies sur le climat, le 23 septembre, les points de vente Covering Climate Now ont publié ou diffusé au moins 3 640 articles sur le changement climatique. L'Agence France Presse, qui faisait partie de l'initiative a distribué 1 200 reportages (dans les six langues dans lesquelles l'AFP publie) à ses milliers de clients dans le monde. « L'attention des médias sur le changement climatique et le réchauffement de la planète a atteint son plus haut niveau mondial en près d'une décennie» , a rapporté l'équipe de l’observatoire des médias et du réchauffement climatique de l'Université du Colorado à Boulder. Au moins 185 organes de presse ont mis gratuitement leurs articles sur le climat à la disposition d'autres partenaires pour qu'ils puissent les republier. Par exemple, plus de 40 partenaires ont repris les articles du Guardian. Ainsi, les lecteurs, les téléspectateurs et les auditeurs ont eu accès à une couverture du climat plus riche et de meilleure qualité que celle qu'un seul média aurait pu leur offrir. L'interview à huis clos du Secrétaire général des Nations unies, António Guterres, par exemple, filmé par CBS News a été rendue disponible en anglais et en espagnol. L'objectif est de faire du climat une partie intégrante de la couverture quotidienne de l'actualité, plutôt qu'un sujet abordé uniquement lors d'occasions spéciales. Ainsi KQED, la plus grande station de radio publique de la région de la baie de San Francisco, est engagée depuis longtemps en faveur d'une forte couverture du climat, mais uniquement dans les articles scientifiques. Maintenant, ils souhaitent « intégrer l'angle climatique dans la couverture du logement, de l'éducation ou de toute autre chose ».
En novembre, l'Oxford English Dictionary choisit comme mot de l'année « urgence climatique », défini comme « une situation dans laquelle une action urgente est nécessaire pour réduire ou arrêter le changement climatique et éviter des dommages environnementaux potentiellement irréversibles qui en résultent ».

### 2022
En septembre 2022, après un été marqué en France par la sécheresse, des vagues de chaleur et des incendies, plus de 500 journalistes, une trentaine de rédactions, comme celles de 20 Minutes, RFI, France 24, Reporterre, Vert, Médiapart, Socialter et Nowu, ainsi que des écoles et associations de journalisme signent une charte pour « un journalisme à la hauteur de l'urgence écologique ». Traiter le climat, le vivant et la justice sociale de manière transversale, se former pour faire preuve de pédagogie, réévaluer les images utilisées, diminuer le bilan carbone du journalisme font partie des 13 points de la charte,. France Médias Monde et Radio France ont également pris des engagements de formation de leurs équipes sur ces sujets.

## Voir également